# Thelma Plum
Thelma Plum, pseudonimo di Thelma Amelina Plumbe (Brisbane, 21 dicembre 1994), è una cantante australiana.

## Biografia
Thelma Plum si è laureata al Music Industry College di Brisbane e ha trascorso gran parte della sua infanzia in questa città.
Ha vinto la competizione National Indigenous Music Award per la stazione radiofonica australiana Triple J nel 2012, venendo nominata per un premio Deadly e per un Unearthed J Award. Ha pubblicato il suo primo EP Rosie nel marzo 2013, seguito dal secondo, intitolato Monsters, a luglio 2014.
L'album di debutto, Better in Blak, è stato anticipato dai singoli Clumsy Love, certificato disco d'oro in madrepatria per le 35 000 copie vendute, Not Angry Anymore e Better in Blak, posizionatosi 89º nella classifica australiana dei singoli. Il disco è uscito a luglio 2019 ed ha esordito in 4ª posizione nella ARIA Albums Chart.
A marzo 2020 le è stato diagnosticato il Covid-19 durante la pandemia mondiale, e due mesi dopo ha diffuso una cover di These Days dei Powderfinger.

## Discografia

### Album in studio
- 2019 – Better in Blak

### Extended plays
- 2013 – Rosie
- 2014 – Monsters

### Singoli

#### Come artista principale
- 2012 – Father Said
- 2013 – Around Here
- 2013 – Dollar
- 2014 – How Much Does Your Love Cost
- 2014 – Monsters
- 2014 – Young in Love
- 2018 – Clair de Lune
- 2018 – Clumsy Love
- 2019 – Not Angry Anymore
- 2019 – Better in Blak
- 2020 – These Days

#### Come artista ospite
- 2015 – No One (Golden Feautures feat. Thelma Plum)

## Premi e riconoscimenti
Nel 2019 ha accumulato sei candidature agli ARIA Music Awards, vincendo quella per la Miglior copertina. Nel medesimo anno il disco Better Blak è stato nominato all'Australian Music Prize. Agli APRA Music Awards 2020 ha ricevuto due candidature.